# Port lotniczy Windsor
Port lotniczy Windsor (IATA: YQG, ICAO: CYQG) – port lotniczy położony w Windsor, w prowincji Ontario, w Kanadzie.

## Linie lotnicze i połączenia
- Air Canada Jazz (Toronto-Pearson)
- Cameron Air (Pelee Island)
- Prince Edward Air
- Sunwing Airlines (Santo Domingo, Varadero) [sezonowo]
- WestJet (Calgary) [sezonowo]